# Pterocles decoratus
La grandule faccianera (Pterocles decoratus Cabanis, 1868) è un uccello della famiglia Pteroclidae.

## Distribuzione e habitat
Questa specie è diffusa in Etiopia, Kenya, Somalia e Tanzania.